# Equatorial Telecom
A Equatorial Telecomunicações S.A. é uma empresa que faz parte do Grupo Equatorial Energia e atua no setor de telecomunicações, oferecendo serviços de banda larga, internet e telefonia. 

## Histórico
A Equatorial começou a atuar no setor de telecomunicações inicialmente oferecendo serviços para as empresas do grupo,  como serviços 0800 das agências e ouvidoria da Cemar, Celpa e Equatorial Transmissão.
Em 2009, foi criada a Equatorial Telecom, com o objetivo de expandir os negócios do grupo, que também passaria a investir no setor de saneamento anos depois.

## Negócios
Entre os serviços oferecidos pela empresa estãoː Banda Larga 100% em fibra ótica, internet dedicada, telefonia e serviços PABX.
Em 2023, a companhia administrava uma rede com mais de 260 mil km.